# Savignac (Gironda)
Savignac è un comune francese di 600 abitanti circa situato nel dipartimento della Gironda nella regione della Nuova Aquitania.

## Società

### Evoluzione demografica
Abitanti censiti